# 시민로 (순천시)
시민로(Simin-ro)은 대한민국의 전라남도 순천시 장천동에서 시작하여, 중앙동을 거쳐 연결하는 도로이다.

## 노선 경로
- (이름 없음) - 중앙2길, 장천안길
- (이름 없음) - 강남로